# リンウッド (カリフォルニア州)
リンウッド（英: Lynwood）は、アメリカ合衆国カリフォルニア州ロサンゼルス郡の都市。人口は6万7265人（2020年）。ロサンゼルス盆地南部、サウスゲイトやコンプトンの近隣に位置している。市名は地元の酪農家チャールズ・セッションズの妻、リン・ウッド・セッションズからとられた。

## 地理
市域の東部を南北にロサンゼルス川が流れる。
アメリカ合衆国国勢調査局によれば、市域全面積は4.8平方マイル (12.5 km2)で、全域が陸地である。

## 行政・インフラ
市の消防はロサンゼルス郡消防局が担っている。ロサンゼルス郡消防局が管轄する第147消防署がイースト・インペリアル・ハイウェイ3161番地に、第148消防署がマーティン・ルーサー・キング・ジュニア・ブールバード4262番地にある。
ロサンゼルス郡保安局はリンウッド市内にセンチュリー支局を運営している。
ロサンゼルス郡健康サービス局はロサンゼルスのワッツ地区にサウス・ヘルスセンターを運営している。
カリフォルニア州議会上院では第63選挙区に属し、民主党のアンソニー・レンドンが選出されている。また下院では第33選挙区に属し、民主党のリカルド・ララが選出されている。
連邦議会下院では州第44選挙区に属し、ジャニス・ハーンが選出されている。
リンウッドはロサンゼルス郡管理委員会の第2地区に属し、マイク・リドリー=トーマスが代表として選出されている。
2006年5月20日、ポール・H・リチャーズ2世前市長は多くの収賄を行った罪で懲役188か月の判決を言い渡された。彼は法外な随意契約を結び、彼やその家族の支配下にある「建設会社」に600万ドルもの市の予算を流していた容疑などが持たれている。
リチャーズ被告は1986年から市議会議員を務めていた。市長として7期目に入っていた2003年に投票によってリコールされた
。
リンウッド市議会は5人の議員から構成されている。2015年現在の議員は以下のとおりである。
市長：ホセ・ルイス・ソラッチェ
市長代行：マリア・サンティリャン=ベアス
議員：アイデ・カストロ、エドウィン・ヘルナンデス、サルバドール・アラトーレ
アメリカ合衆国郵便公社はロングビーチ・ブールバード11200番地にリンウッド郵便局を、アトランティック・アベニュー11634番地にイーストリンウッド郵便局を置いている。

## 教育
リンウッドの大半の地域はリンウッド統一学区に属している。高校はリンウッド高校、マルコ・アントニオ・ファイアボー高校、ビスタ高校の3校がある。

### 図書館
ロサンゼルス郡立図書館はブリス・ロード11320番地にリンウッド図書館を運営している。

## 人口動態
以下は2010年の国勢調査による人口統計データである。
| 基礎データ - 人口: 69,772 人 - 世帯数: 14,680 世帯 - 家族数: 15,489 家族 - 人口密度: 5,565.9人/km2（14,415.7人/mi2） - 住居数: 15,277軒 - 住居密度: 1,218.7軒/km2（3,156.4軒/mi2） - 住居 - 持家: 46.5% - 賃貸: 53.5% - 住人 - 持家: 34,023人（48.8%） - 賃貸: 33,097人（47.4%） - 空家・空室率 - 持家: 1.9% - 賃貸: 3.7% - 集団生活者: 449人（0.6%） - 施設収容者:2,203人（3.2%） 人種別人口構成 - 白人: 39.3%（ヒスパニックを除くと2.2%） - アフリカン・アメリカン: 10.3% - ネイティブ・アメリカン: 0.7% - アジア人: 0.7% - 太平洋諸島系: 0.3% - その他の人種: 45.4% - 混血: 3.4% - ヒスパニック・ラテン系: 86.6% | 世帯と家族（対世帯数） - 18歳未満の子供がいる: 66.7% - 結婚・同居している夫婦: 56.6% - 未婚・離婚・死別女性が世帯主: 22.2% - 未婚・離婚・死別男性が世帯主: 10.7% - 未婚の異性のカップル: 8.7% - 同性のカップル: 0.7% - 単身世帯: 7.2% - 65歳以上の老人1人暮らし: 2.2% - 平均構成人数 - 世帯: 4.57人 - 家族: 4.62人 年齢別人口構成 - 18歳未満: 32.9% - 18-24歳: 12.5% - 25-44歳: 30.4% - 45-64歳: 18.7% - 65歳以上: 5.4% - 年齢の中央値: 27.8歳 - 性比（女性100人あたり男性の人口） - 総人口: 94.7 - 18歳以上: 91.1 収入と家計 - 収入の中央値 - 世帯: 40,740 米ドル - 貧困線以下: 25.3% |

リンウッドは20世紀、5つの段階に分けて社会的に変化を遂げていった。1段階目は植民地、2段階目は小さな農業町、3段階目は1940年から70年にかけての白人労働者にとっての郊外、4段階目は1970年から90年にかけてのアフリカ系アメリカ人の都市、そして5段階目の現在はラテン系アメリカ人が住民の大半を占めている。

## 著名な出身者
- リック・アデルマン - バスケットボール選手、指導者。
- ケビン・コスナー[13] - 映画俳優、映画監督・映画プロデューサー。
- エフレン・ナバーロ - プロ野球選手。
- ビッグバン・ベイダー - プロレスラー。
- ビーナス・ウィリアムズ - テニス選手。
- アル・ヤンコビック - ミュージシャン。
- シェーン・モズリー - プロボクサー。
- グレン・ベル - タコベル創業者。
- ウリセス・ジャネス - プロサッカー選手。